# Vlajka Černihivské oblasti

Vlajka Černihivské oblasti
Poměr stran 2:3

Vlajka Černihivské oblasti, jedné z oblastí Ukrajiny, je tvořena listem o poměru stran 2:3 se třemi vodorovnými pruhy – zeleným, bílým a zeleným, v poměru šířek 2:1:2. V bílém karé, které je přes zelený a bílý pruh, se nachází znak oblasti.
Pruhy na vlajce symbolizují krajinu oblasti, dva krajní zelené symbolizují regiony Lesostep a Polesí a prostřední bílý řeku Desna protékající oblastí a dělící ji na tyto dva regiony.

## Historie
Černihivská oblast byla ustanovena dne 15. října 1932.
Vlajka Černihivské oblasti byla vytvořena I. Sytijem, A. Hrečylem a I. Pavlenkem a přijata byla 11. července 2000 usnesením 12. zasedání zdejší oblastní rady.

## Vlajky rajónů oblasti
Od 18. července 2020 se na základě administrativně-teritoriální reformy člení oblast na 5 rajónů, které užívají vlastní vlajku.

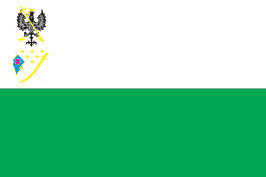
Černihivský rajón Poměr stran 2:3
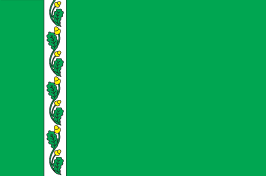
Korjukivský rajón Poměr stran 2:3
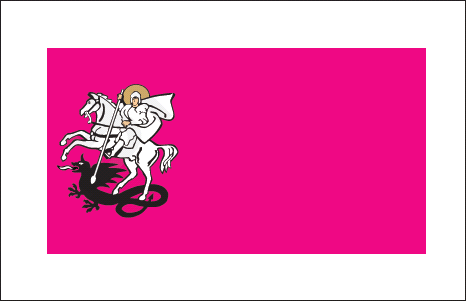
Nižynský rajón Poměr stran 2:3
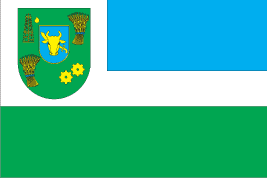
Prylucký rajón Poměr stran 2:3
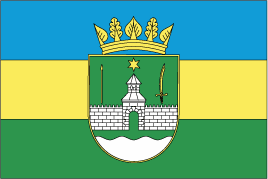
Siverskonovhorodský rajón Poměr stran 2:3